# Gaggio Montano
Gaggio Montano é uma comuna italiana da região da Emília-Romanha, província de Bolonha, com cerca de 4.760 habitantes. Estende-se por uma área de 58 km², tendo uma densidade populacional de 82 hab/km². Faz fronteira com Castel d'Aiano, Castel di Casio, Grizzana Morandi, Lizzano in Belvedere, Montese (MO), Porretta Terme, Vergato.

## Demografia
| Variação demográfica do município entre 1861 e 2011                               |
|                                                                                   |
| Fonte: Istituto Nazionale di Statistica (ISTAT) - Elaboração gráfica da Wikipedia |